# Jequié
Jequié är en stad och kommun i östra Brasilien och ligger vid floden Rio de Contas i delstaten Bahia. Folkmängden i kommunen uppgår till cirka 160 000 invånare.

## Administrativ indelning
Kommunen var år 2010 indelad i åtta distrikt:
- Baixão
- Boaçu
- Florestal
- Itaibó
- Itajuru
- Jequié
- Monte Branco
- Oriente Novo

## Befolkningsutveckling
| Område              | Areal (km²)   | Invånarantal 1 augusti 2000 | Invånarantal 1 augusti 2010 | Invånarantal 1 juli 2014 |
| ------------------- | ------------- | --------------------------- | --------------------------- | ------------------------ |
| Kommun              | 3 227,34      | 147 202                     | 151 895                     | 161 150                  |
| Urban befolkning    | Ingen uppgift | 130 296                     | 139 426                     | Ingen uppgift            |
| ...varav centralort | Ingen uppgift | 126 906                     | 136 470                     | Ingen uppgift            |